# 涅亞河

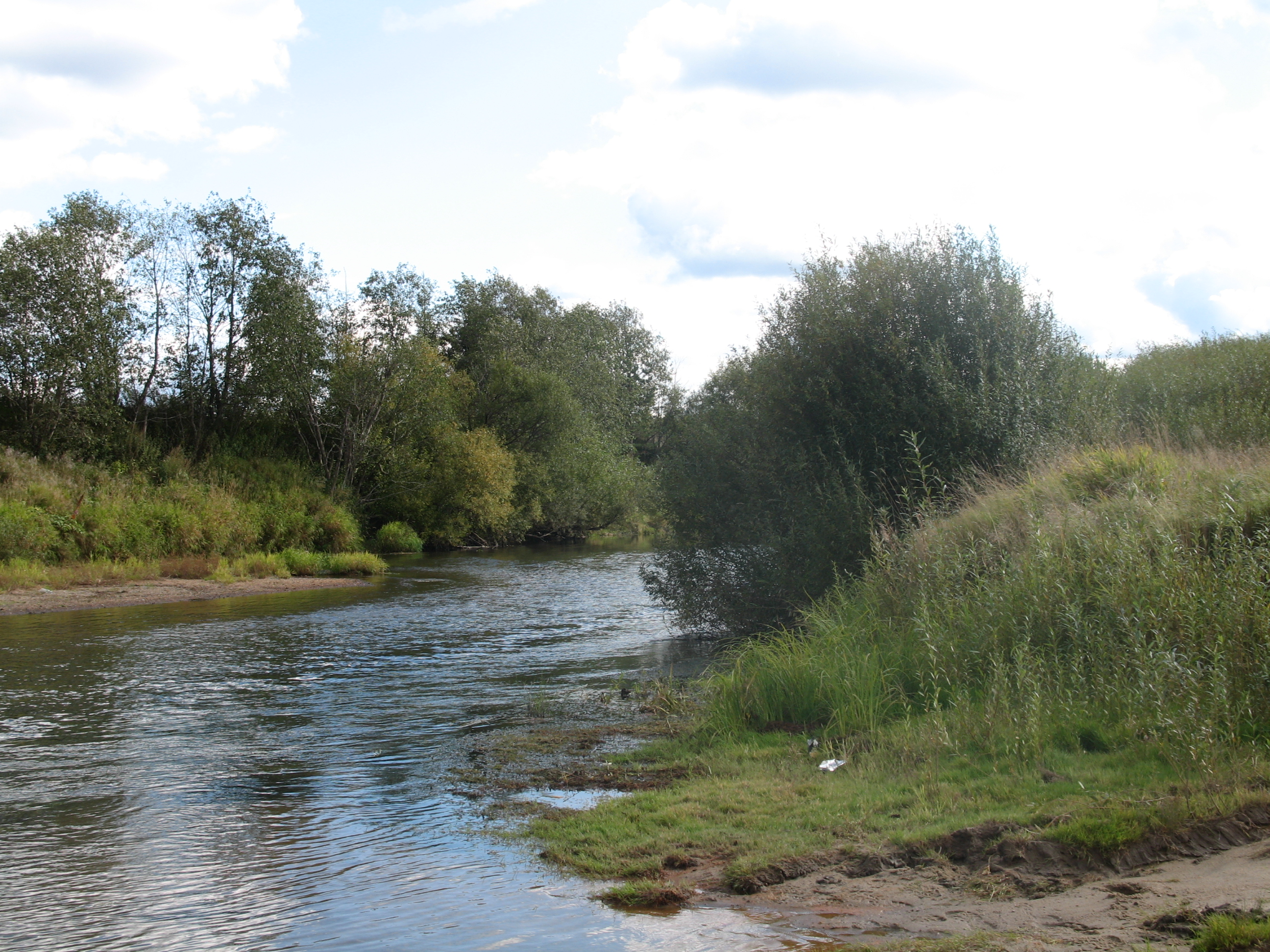
涅亞河

涅亞河是俄羅斯的河流，位於科斯特羅馬州內，屬於溫扎河的右支流，河道全長253公里，流域面積6,060平方公里，河畔城鎮有涅亞。